# Camponotus coruscus
Camponotus coruscus é uma espécie de inseto do gênero Camponotus, pertencente à família Formicidae.